# شهرستان اسکس (ماساچوست)
شهرستان اسکس، ماساچوست (به انگلیسی: Essex County, Massachusetts) یک شهرستان در ایالات متحده آمریکا است که در ماساچوست واقع شده‌است.

## خصوصیات
شهرستان اسکس ۲٬۱۴۷٫۱۱ کیلومترمربع مساحت دارد.